# Chalma
Chalma è una municipalità dello stato di Veracruz, nel Messico centrale, il cui capoluogo è la località omonima.
Conta 13.479 abitanti (2015) e ha una estensione di 151,68 km². 	 		
Il nome della località in lingua nahuatl significa luogo dove la sabbia si posa in abbondanza.